# Julius Kemna

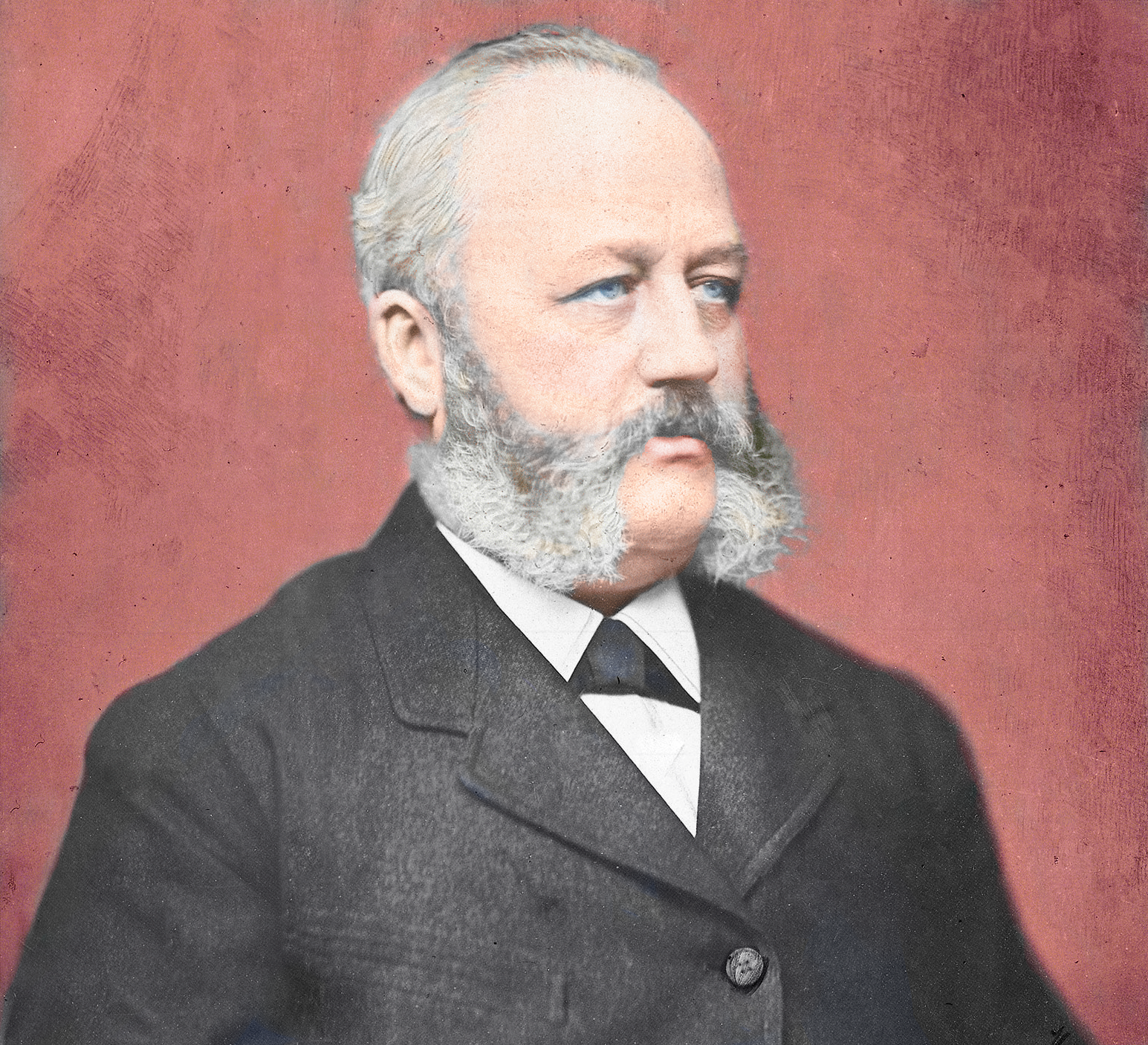
Julius Kemna

Julius Kemna (* 8. Dezember 1837 in Barmen; † 8. Juni 1898 in Breslau) war ein deutscher Maschinenfabrikant und Gründer von Kemna Bau.

## Biographie

### Frühes Leben
Julius Kemna wurde als einziger Sohn von Johann Abraham Kemna, einem Weingroßhändler und Königlich Preußischen Hoflieferanten, am 8. Dezember 1837 in Barmen geboren. Mutter Carolina Wilhelmina van Hees (1814–1880), war die Nichte der Barmer Schulgründerin Susanna Sophia Antoinetta van Hees. Am 22. Juni 1870 heiratete er Philippine Karoline Lübbert (1847–1921). Das Paar hatte zwei Töchter und drei Söhne. Erich Kemna, Sohn des Hans Kemna, ist ein Enkel.

### Erwerbsbiografie
Julius Kemna zog nach Schlesien, wo er anfänglich in der Landwirtschaft tätig war. Im Jahr 1867 gründete er eine Werkstätte für „den Bau landwirtschaftlicher Maschinen“. Nach der Ende des Krieges 1870/1871 erwarb Kemna einige englische Dampfpflugsätze, um sie durch Lohnpflugarbeiten bei Großgrundbesitzern bekannt zu machen. Die Erfahrung der Praxis führten dazu, dass Kemna sich vom englischen Lieferungsland mehr und mehr freimachte. Zunächst wurde zur Anfertigung der Pflüge zu den aus dem Ausland bezogenen Lokomotiven geschritten (welches bedeutet, dass Kemna seine Pflüge diesen Lokomotiven anpasste und somit auch im Internationalen Raum erfolgreich wurde).

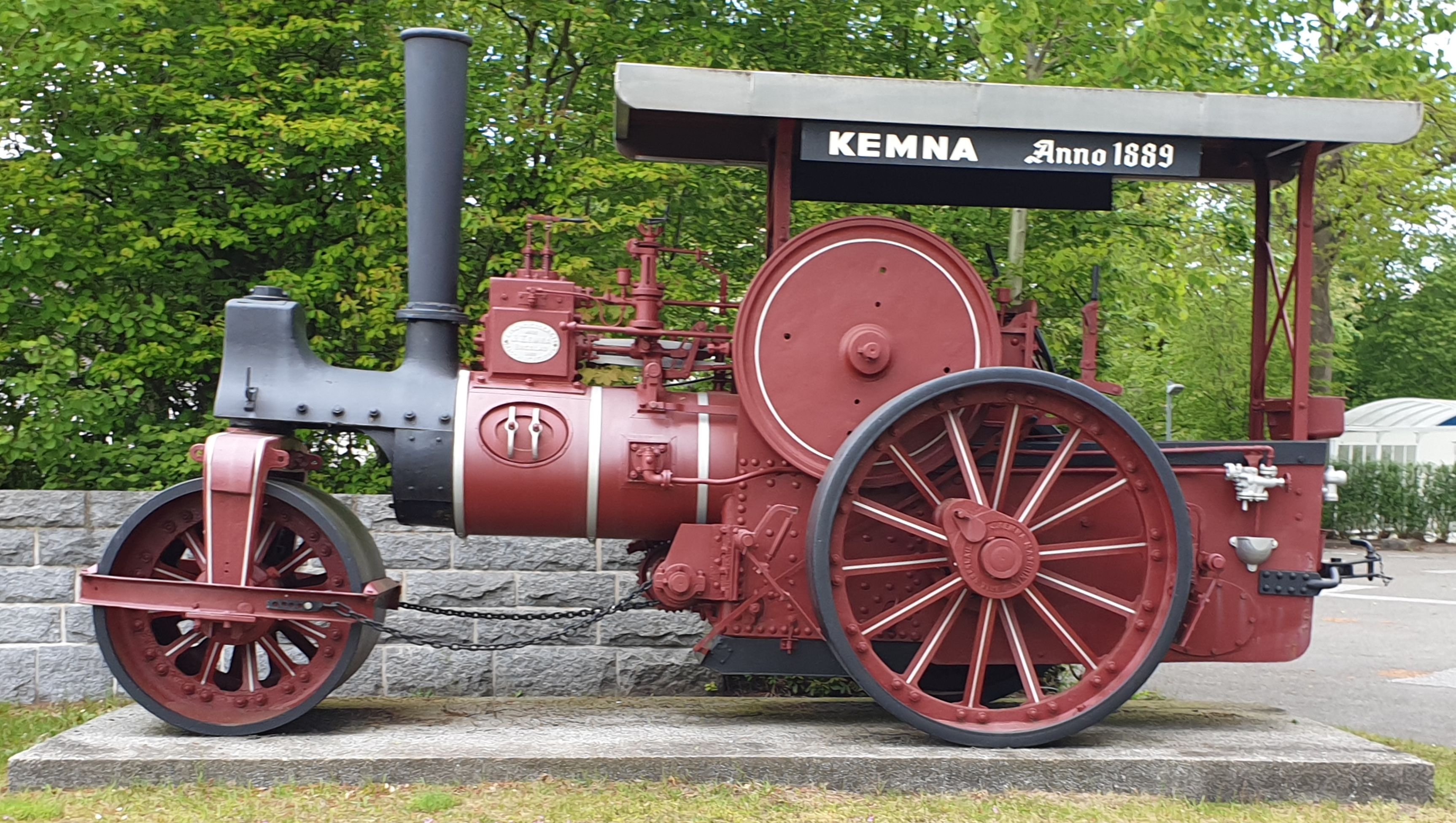
Kemna-Walze

1882 startete Kemna die Produktion von Straßenbaumaschinen und anderen Dampfmaschinen. Im Laufe der nächsten Jahre, in welchen die Fabrikation von Dampfstraßenwalzen schnelle Fortschritte machte, wurde auch der Bau von Hächselmaschinen für Kraftantriebe großer Leistung aufgenommen, welches dazu führte, dass die ursprüngliche Produktion kleinerer landwirtschaftlicher Maschinen immer mehr zurücktrat. Kemna ließ den Architekten Carl Johann Lüdecke eine Villa für sich in Breslau entwerfen, welche heute nicht mehr steht.

### Tod und Vermächtnis
Im Jahr 1898 starb Kemna. Unter der Leitung der Söhne Hans und Erich Kemna wuchs das Unternehmen weiter und beschäftigte 1905 ungefähr 900 Arbeitnehmer auf einem 52.000 m² großen Industriegelände.

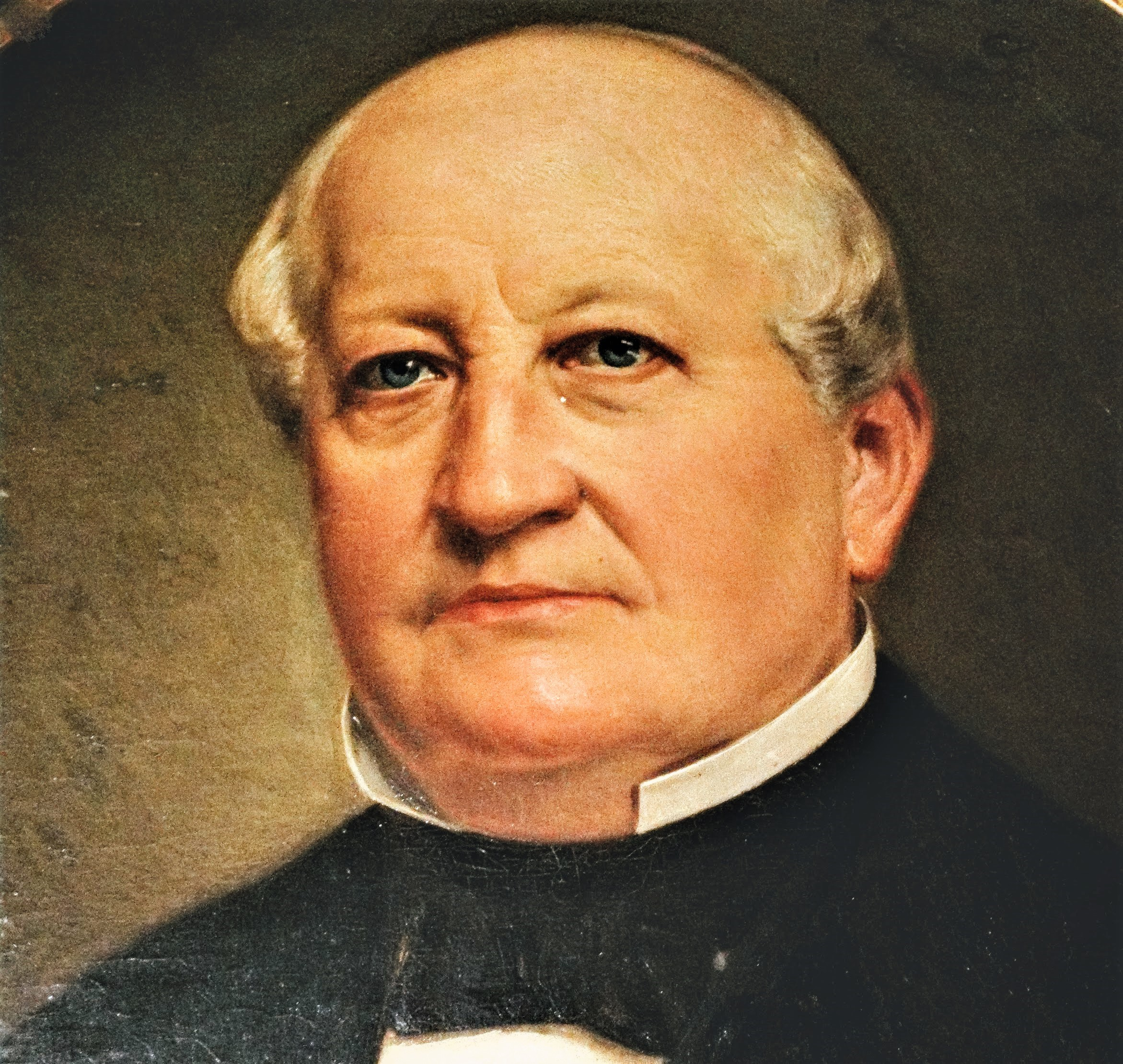
Johann Abraham Kemna
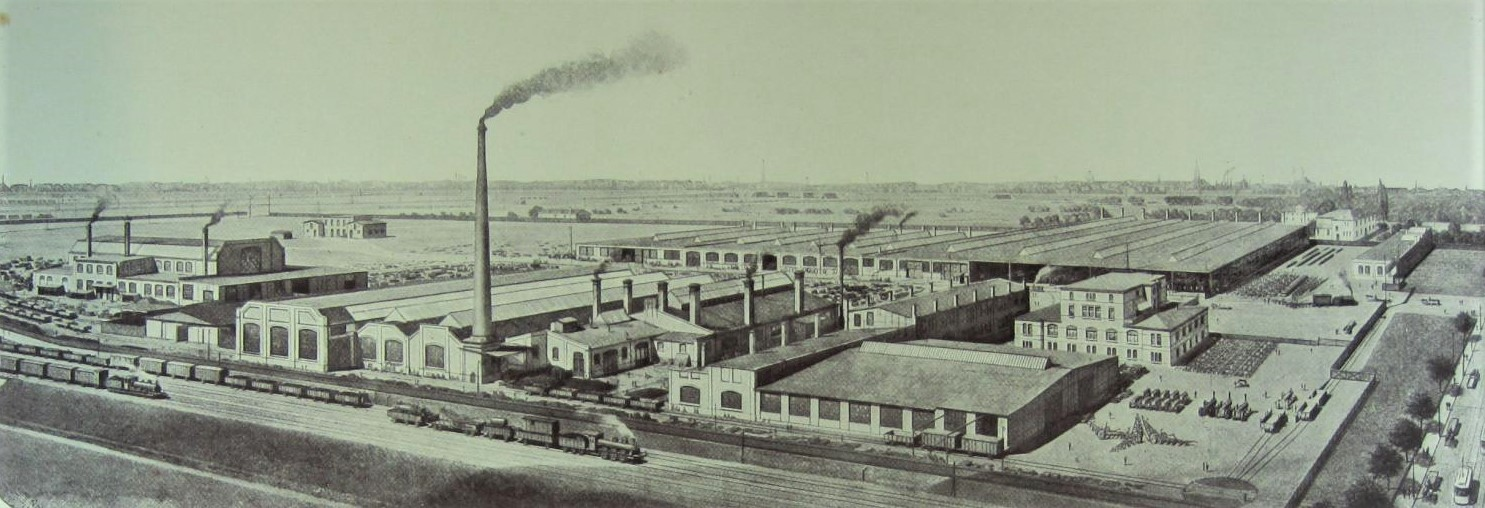
Kemnas Fabrik in Breslau